# Длиннопёрая акула-мако
Длиннопёрая акула-мако, или длинноплавниковый мако (лат. Isurus paucus) — хрящевая рыба рода акул-мако семейства сельдевых акул. Распространена в умеренных и тропических широтах. Длинноплавниковый мако является самостоятельным видом, но его часто путают с близкородственным и более распространённым видом акула-мако (Isurus oxyrinchus). Строение плавников позволяет предположить, что она является менее быстрым и менее активным, чем акула-мако. Имеет небольшое коммерческое значение. Как и прочие представители семейства сельдевых акул акулы-мако могут поддерживать температуру тела выше окружающей среды за счёт эндотермии. Они размножаются яйцеживорождением с оофагией. Максимальный зарегистрированный размер 4,3 м. По внешнему виду длинноплавниковый мако — гладкая продолговатая акула с длинным коническим рылом.

## Таксономия
Впервые научное описание длинноплавникового мако сделал кубинский учёный Дарио Гитар-Мандей в 1966 году на основании трёх взрослых особей, пойманных в Карибском море. Голотип представляет собой самца длиной 1,19 м, пойманного в 1962 году японским рыболовным судном в тропических широтах Индийского или Тихого океана. Паратипы: самка длиной 1,34 см и самец длиной 1,72 см, пойманные там же и тогда же. Младшим синонимом является название Lamiostoma belyaevi, под которым вид был описан в 1964 году на основании окаменелых зубов, которые нельзя было с точностью признать принадлежавшими длинноплавниковому мако. Родовое название происходит от слов греч. ίσος — «равный» и греч. οὐρά — «хвост», а видовое от слова лат. paucus — «небольшое количество». Оно связано с малочисленностью длинноплавниковых мако по сравнению с ближайшим родичем — акулой-мако.
Близкородственные связи между длинноплавниковым мако и акулой-мако подтверждены филогенетическими исследованиями на основании митохондриальной ДНК. Ближайшим родственником этим двум акулам является белая акула. Окаменелые зубы длинноплавникового мако были найдены в Muddy Creek Marl к югу от Гамильтона, Австралия, и в префектуре Гифу, Япония. Обе находки принадлежат к эпохе среднего миоцена (15—11 млн. лет д.н. э.)

## Ареал
Длинноплавниковый мако имеет широкий ареал и обитает повсеместно в водах умеренных и тропических морей. Точный ареал не установлен из-за частой путаницы с акулой-мако. В Атлантическом океане эти акулы встречаются от Гольфстрима до восточного побережья США, от юга Бразилии на западе и до Пиренейского полуострова и Ганы на востоке и, возможно, в Средиземном море и у берегов Кабо-Верде. В Индийском океане они обитают в Мозамбикском проливе. В Тихом океане они попадаются у берегов Японии и Тайваня, на северо-востоке Австралии, у многочисленных островов центрального тихоокеанского региона на северо-востоке Микронезии и у южной Калифорнии.
Длинноплавниковые мако обитают в открытом море, днём занимают верхнюю часть мезопелагической зоны, а ночью поднимаются в эпипелагическую зону. У берегов Куба они чаще всего встречаются на глубине от 110 до 220 м, выше 90 м они поднимаются редко. У побережья Нового Южного Уэльса большая часть длинноплавниковых мако ловится на глубине 50—190 м, в местах, где температура вода на поверхности составляет 20—24 °C.

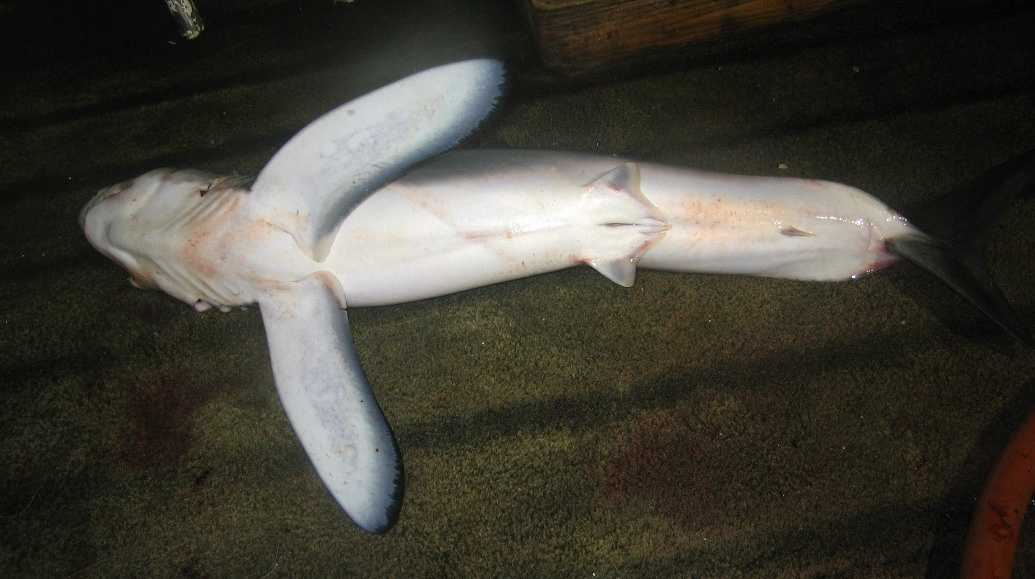
Длинноплавниковый мако (вид снизу).

## Описание
В целом длинноплавниковые мако крупнее акул-мако, достигая в среднем 2,75 м в длину при весе свыше 70 кг. Самая крупная особь длиной 4,3 м была поймана в феврале 1984 года у Помпано-Бич во Флориде. У длинноплавниковых мако стройное веретенообразное тело, вытянутая голова, длинная, коническая морда с заострённым рылом. Крупные зубы очень острые, тонкие, без зазубрин по краям, загнуты внутрь. Передние нижние зубы сильно выступают, их хорошо видно даже при закрытой пасти. Имеется по 11—13 зубных рядов на верхней и нижней челюсти по обе стороны от симфиза. Глаза крупные, оснащены мигательной мембраной. 5 пар жаберных щелей простираются на поверхность головы.
Грудные плавники равны или превышают длину головы. Передний край почти прямой, кончики широкие и закруглённые. Первый спинной плавник крупный, его основание расположено позади основания грудных плавников, вершина закруглена. Второй спинной и анальный плавники крошечного размера, расположены друг напротив друга близко к хвостовому плавнику. На хвостовом стебле расположены мощные кили. Хвостовой плавник имеет форму полумесяца. У края верхней лопасти имеется крошечная выемка. Нижняя лопасть хорошо развита и почти равна по размеру верхней лопасти. Дермальные зубчики имеют форму эллипса, длина превышает ширину. Их поверхность покрыта —7 горизонтальными хребтами, каудальный край имеет три выступающих зубца. Дорсолатеральная поверхность живых акул окрашена в тёмно-синий или серый цвет, брюхо белое. Непарные плавники темнее основного окраса, исключением является анальный плавник, задний кончик которого окаймлён белым. Области под мордой, вокруг челюстей и у основания грудных плавников покрыты тусклыми пятнами.

## Биология
О биологии длинноплавниковых мако известно мало, поскольку они в отличие от акулы-мако немногочисленны. Стройным телом и широкими длинными плавниками они походят на длиннокрылую и синюю акул, которые медленно патрулируют верхнюю часть океанических вод. Это морфологическое сходство даёт основание предположить, что длинноплавниковые мако уступают в скорости акулам-мако. Подобно прочим представителям семейства сельдевых акул длинноплавниковые мако за счёт эндотермии способны поддерживать повышенную относительно окружающей среды температуру тела. Для этого служит лат. rete mirabile (переводится как «чудесная сеть»). Это плотная структура в виде клубков вен и артерий, которая пролегает по бокам туловища. Она позволяет удерживать тепло, подогревая холодную артериальную кровь за счёт венозной, разогретой работой мышц крови. Это позволяет поддерживать более высокую температуру мускулатуры, мозга, внутренних органов и глаз.
У длинноплавниковых мако крупные глаза, они реагируют на химические источники света, поэтому они, скорее всего, охотятся, полагаясь на зрение. Их рацион состоит из мелких стайных костистых рыб и кальмаров. В октябре 1971 года в северо-восточной части Индийского океана экипажем советского исследовательского судна «Черномор» была поймана самка длиной 3,4 м, у которой в животе застрял проткнувший её насквозь обломок рострума меч-рыбы. Неизвестно, кто был агрессором — акула ли напала на меч-рыбу и та проткнула её защищаясь, либо рыба-меч была настроена агрессивно и первой атаковала акулу. У взрослых длинноплавниковых мако, по-видимому, нет естественных хищников, добычей которых они могли бы стать. На мелких особей могут охотиться крупные акулы.
Подобно прочим представителям семейства сельдевых акул длинноплавниковые мако размножаются бесплацентарным живорождением. В помёте, как правило, по 2 детёныша (по одному из каждого яйцевода). Однако в январе 1983 года в проливе Мона неподалёку от Пуэрто-Рико была поймана беременная самка длинноплавникового мако длиной 3,3 м, в утробе которой были обнаружены 8 хорошо сформировавшихся эмбрионов. Эмбрионы питаются желтком, а после опустошения желткового мешка неоплодотворёнными яйцеклетками, вырабатываемыми организмом матери (внутриутробная оофагия). Никаких доказательств каннибализма, присущего, например, обыкновенным песчаным акулам, у длинноплавниковых мако нет. Длина новорожденных 97—120 см, они крупнее новорожденных акул-мако. Кроме того, голова и грудные плавники у них пропорционально больше по сравнению с взрослыми акулами. Вероятно, зимой самки приходят к берегам Флориды на мелководье, чтобы дать жизнь потомству. Самцы и самки достигают половой зрелости при длине 2 м и 2,5 м соответственно.

## Взаимодействие с человеком
Ни одного нападения длинноплавникового мако на человека не зарегистрировано, также неизвестны случаи, чтобы дайверы встречали этих акул под водой. Несмотря на это, они представляют для человека потенциальную опасность. Изредка они попадают в качестве прилова на крючки ярусов и в фиксированные жаберные сети, расставленные на тунцов, меч-рыб и прочих пелагических рыб. Мясо поступает на рынок в свежем, замороженном и солёно-вяленом виде, однако ценится невысоко из-за кашеобразной текстуры. Из скелета производят корм для животных и рыбную муку, шкуру выделывают. Челюсти ценятся в качестве сувенира.
Наибольшие уловы длинноплавниковых мако добывает японский ярусный рыболовный флот, промышляющий в тропиках. Мясо этих акул иногда встречается на рынках в Токио. За период с 1987 по 1994 год в США ежегодно ловится в качестве прилова и выбрасывается за борт (поскольку в Северной Америке длинноплавниковые мако не имеют коммерческой ценности) по 2—12 тонн. С 1999 года действует запрет на вылов длинноплавниковых мако. В 1971—1972 годах длинноплавниковые мако составляли 1/6 от общего промысла акул в водах Кубы. Международный союз охраны природы присвоил этому виду статус «Уязвимый». Кроме того, вид внесён в списки Приложения I к Боннской конвенции. C конца 1980-х годов численность добываемых в Северной Атлантике акул мако сократилась на 40 %, существует озабоченность тем, что численность популяции длинноплавниковых мако может иметь такой же тренд.